# Tawiskaron
Tawiskaron är i mytologin hos de nordamerikanska Irokes- och Huronindianerna en skapelsens tvillingbröder. Bror till Ioskeha. 
Tawiskaron var den destruktive av de två bröderna och det är han som är orsaken till umbäranden och jordelivets brister. 